# Liste der Kulturgüter in Avry
Die Liste der Kulturgüter in Avry enthält alle Objekte in der Gemeinde Avry im Kanton Freiburg, die gemäss der Haager Konvention zum Schutz von Kulturgut bei bewaffneten Konflikten, dem Bundesgesetz vom 20. Juni 2014 über den Schutz der Kulturgüter bei bewaffneten Konflikten sowie der Verordnung vom 29. Oktober 2014 über den Schutz der Kulturgüter bei bewaffneten Konflikten unter Schutz stehen.
Objekte der Kategorie A sind im Gemeindegebiet nicht ausgewiesen, Objekte der Kategorie B sind vollständig in der Liste enthalten, Objekte der Kategorie C fehlen zurzeit (Stand: 1. Januar 2023).

## Kulturgüter
| Foto |                                                               | Objekt                                               | Kat. | Typ | Standort                                | Beschreibung |
| ---- | ------------------------------------------------------------- | ---------------------------------------------------- | ---- | --- | --------------------------------------- | ------------ |
| BW   | Datei hochladen · Wikidata zu Herrenhaus de Buman (Q29687573) | Herrenhaus de Buman / Manoir de Buman KGS-Nr.: 01942 | B    | G   | Route du Château 4 572075 / 181926      |              |
| BW   | Datei hochladen · Wikidata zu Herrenhaus Duding (Q29687556)   | Herrenhaus Duding / Manoir Duding KGS-Nr.: 12349     | B    | G   | Impasse de Courtaney 22 571765 / 182809 |              |